# Martti Juhkami

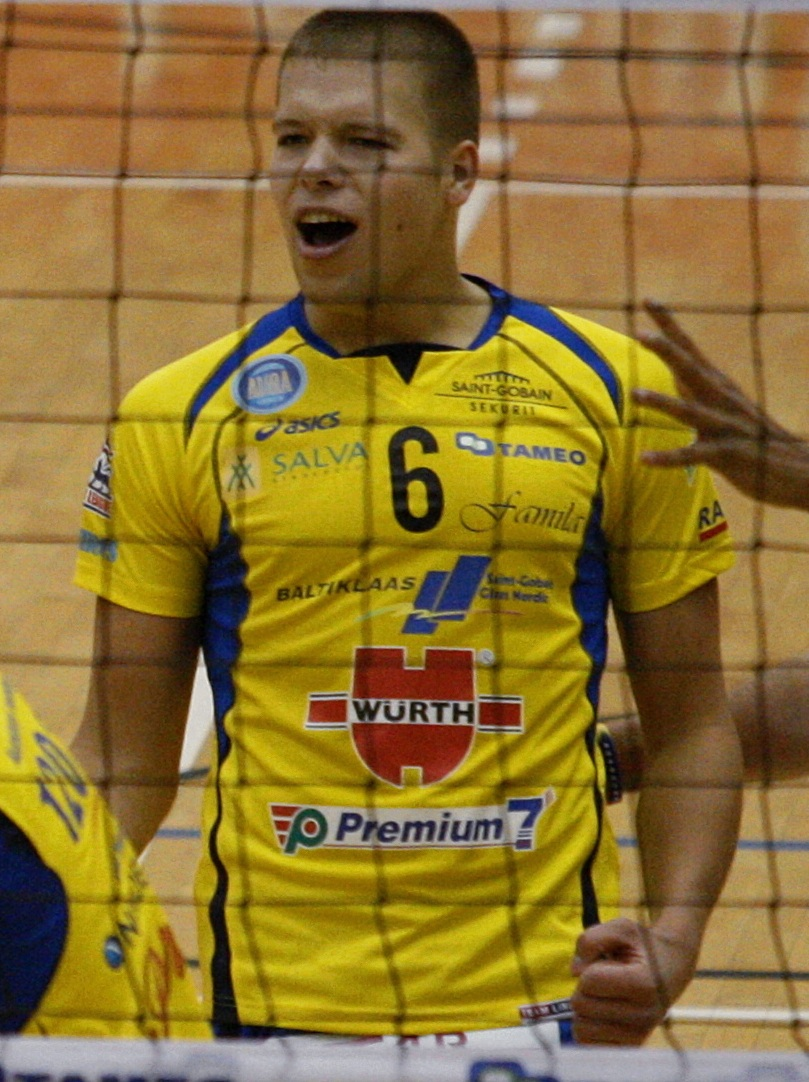
Martti Juhkami zawodnikiem Tartu Pere Leib w sezonie 2011/2012

Martti Juhkami (ur. 6 czerwca 1988 w Rakvere) – estoński siatkarz, grający na pozycji przyjmującego, reprezentant Estonii. 

## Przebieg kariery siatkarskiej
| Lata      | Klub                 |
| --------- | -------------------- |
| 2005–2009 | VK Rivaal Rakvere    |
| 2009–2012 | Tartu Pere Leib      |
| 2012–2013 | Selver Tallinn       |
| 2013–2014 | TV Ingersoll Bühl    |
| 2014–2015 | Hypo Tirol Innsbruck |
| 2015–2016 | Rennes Volley 35     |
| 2016–2017 | Hypo Tirol Innsbruck |
| 2017–2019 | Tourcoing Lille      |
| 2019–2021 | VfB Friedrichshafen  |
| 2021–2022 | Bigbank Tartu        |
| 2022–2023 | VK ČEZ Karlovarsko   |
| 2023–     | Bigbank Tartu        |

## Sukcesy klubowe
Liga estońska:
- 2012, 2013, 2022[6], 2025[7]
- 2011
- 2010

Liga bałtycka:
- 2012, 2022, 2025[8]
- 2010, 2024[9]

MEVZA - Liga Środkowoeuropejska:
- 2015
- 2017

Liga austriacka:
- 2015, 2017

Puchar Francji:
- 2018

Liga niemiecka:
- 2021

Puchar Estonii:
- 2021, 2023[10]

Superpuchar Czech:
- 2022[11]

Liga czeska:
- 2023[12]

## Nagrody indywidualne
- 2012: Najlepszy atakujący ligi Schenker League w sezonie 2011/2012